# 第1輸送航空隊
第1輸送航空隊（だい1ゆそうこうくうたい、英称：1st Tactical Airlift Group）は、航空自衛隊航空支援集団隷下の航空隊。本部は小牧基地（愛知県小牧市）に所在し、輸送機と空中給油機を装備する。航空自衛隊で唯一のC-130H輸送機とKC-767空中給油機を装備・運用している。
第1輸送航空隊司令は小牧基地司令を兼務する。

## 沿革
- 1978年（昭和53年）3月31日 - 輸送航空団隷下で編成される（初代司令は後に航空幕僚長となる米川忠吉1等空佐）。
- 1989年（平成元年）3月16日 - 航空支援集団新編に伴い、航空支援集団隷下に隷属変更。
- 1990年（平成02年）3月31日 - 小牧基地業務を第5術科学校から移管。
- 2009年（平成21年）
  - 3月26日 - 飛行群と第404飛行隊を新編。これにより編成完結する。
  - 5月18日 - ソマリア沖の海賊対策のため、C-130H輸送機を使用してジブチへの人員や器材の輸送を行なう。
- 2010年（平成22年）2月25日 - KC-130Hが第401飛行隊に配備された[2][3]。
- 2016年（平成28年）7月11日～7月26日 - 南スーダンの首都ジュバの治安悪化に伴う在外邦人等輸送任務のため、第401飛行隊のC-130H輸送機3機がジブチへ派遣される[4]。
- 2024年（令和06年）3月21日 - 部隊改編により、整備補給群検査隊を整備隊に、基地業務群通信隊をサイバー運用隊に改編[5]。

## 部隊編成
- 第1輸送航空隊司令部
  - 監理部
  - 人事部
  - 防衛部
  - 装備部
- 飛行群
  - 第401飛行隊 - C-130H - KC-130H
  - 第404飛行隊 - KC-767
- 整備補給群
  - 整備隊
  - 装備隊
  - 修理隊
  - 補給隊
- 基地業務群
  - 飛行場勤務隊
  - 施設隊　
  - サイバー運用隊　
  - 管理隊
  - 業務隊　
  - 会計隊
  - 衛生隊

## 主要幹部
| 官職名                            | 階級    | 氏名     | 補職発令日     | 前職                                          |
| --------------------------------- | ------- | -------- | -------------- | --------------------------------------------- |
| 第1輸送航空隊司令 兼 小牧基地司令 | 空将補  | 鮫島建一 | 2023年12月22日 | 防衛監察本部監察官                            |
| 副司令                            | 1等空佐 | 玉越香苗 | 2023年12月01日 | 西部航空方面隊司令部総務部長                  |
| 飛行群司令                        | 1等空佐 | 中島和寛 | 2025年01月31日 | 航空幕僚監部人事教育部厚生課 厚生班長         |
| 整備補給群司令                    | 1等空佐 | 命尾康輔 | 2023年12月22日 | 航空幕僚監部装備計画部整備・補給課 航空機班長 |
| 基地業務群司令                    | 1等空佐 | 伊藤雅一 | 2024年07月01日 | 航空教育集団司令部総務部総務課長              |

| 代 | 氏名                 | 在職期間                         | 出身校・期             | 前職                                                   | 後職                                           |
| -- | -------------------- | -------------------------------- | ---------------------- | ------------------------------------------------------ | ---------------------------------------------- |
| 01 | 米川忠吉 （1等空佐） | 1978年03月31日 - 1979年03月15日  | 青山学院大学・ 5期幹候 | 航空幕僚監部防衛部運用課 運用第2班長                   | 航空幕僚監部防衛部運用課長                     |
| 02 | 中林啓之 （1等空佐） | 1979年03月16日 - 1980年04月30日  | 中央大学・ 5期幹候     | 第5航空団飛行群司令                                    | 第83航空隊司令                                 |
| 03 | 野本恒雄 （1等空佐） | 1980年05月01日 - 1983年03月15日  | 防大2期                | 航空幕僚監部防衛部調査第2課 収集第1班長                | 統合幕僚会議事務局第5幕僚室勤務                |
| 04 | 山口俊男 （1等空佐） | 1983年03月16日 - 1983年10月31日  | 防大2期                | 統合幕僚学校学校教官                                   | 航空自衛隊幹部学校勤務                         |
| 05 | 新谷哲次 （1等空佐） | 1983年11月01日 - 1986年03月16日  | 防大3期                | 航空幕僚監部防衛部調査第1課 総括班長                   | 航空自衛隊幹部学校研究員                       |
| 06 | 塩川儒廣 （1等空佐） | 1986年03月17日 - 1988年03月15日  | 防大3期                | 航空幕僚監部副監察官                                   | 航空安全管理隊航空事故調査部長                 |
| 07 | 白根孟 （1等空佐）   | 1988年03月16日 - 1990年12月01日  | 防大3期                | 航空学生教育隊司令                                     | 退職（空将補昇任）                             |
| 08 | 菱山克彦 （1等空佐） | 1990年12月01日 - 1992年12月01日  | 防大6期                | 航空支援集団司令部防衛部防衛課長                       | 退職（空将補昇任）                             |
| 09 | 別府芳 （1等空佐）   | 1992年12月01日 - 1994年08月01日  | 防大7期                | 第2輸送航空隊司令                                      | 退職（空将補昇任）                             |
| 10 | 中司崇 （1等空佐）   | 1994年08月01日 - 1996年03月24日  | 防大10期               | 航空幕僚監部防衛部運用課 特別航空輸送隊運用室長        | 第83航空隊司令 兼 那覇基地司令 （空将補昇任）  |
| 11 | 川田哲雄 （1等空佐） | 1996年03月25日 - 1998年08月01日  | 防大10期               | 第8航空団副司令                                        | 退職（空将補昇任）                             |
| 12 | 前田邦昭 （1等空佐） | 1998年08月01日 - 2000年04月01日  | 防大11期               | 航空教育集団司令部教育部長                             | 退職（空将補昇任）                             |
| 13 | 山地英一 （1等空佐） | 2000年04月01日 - 2002年03月21日  | 防大17期               | 統合幕僚会議事務局第5幕僚室 防衛企画調整官 兼 総括班長 | 第7航空団司令 兼 百里基地司令 （空将補昇任）   |
| 14 | 溝口博伸 （1等空佐） | 2002年03月22日 - 2004年08月29日  | 日本大学・ 66期幹候    | 航空幕僚監部装備部装備課 輸送室長                      | 第5航空団司令 兼 新田原基地司令 （空将補昇任） |
| 15 | 上田益三 （1等空佐） | 2004年08月30日 - 2006年08月03日  | 防大19期               | 航空支援集団司令部防衛部長                             | 第6航空団司令 兼 小松基地司令 （空将補昇任）   |
| 16 | 浮須一郎 （1等空佐） | 2006年08月04日 - 2007年12月02日  | 防大23期               | 自衛隊岐阜地方協力本部長                               | 第11飛行教育団司令 兼 静浜基地司令             |
| 17 | 石野次男             | 2007年12月03日 - 2009年03月23日  | 防大22期               | 第11飛行教育団司令 兼 静浜基地司令                     | 航空救難団司令                                 |
| 18 | 谷井修平             | 2009年03月24日 - 2011年11月30日  | 日本大学・ 70期幹候    | 航空幕僚監部首席法務官                                 | 第4航空団司令 兼 松島基地司令                  |
| 19 | 荒木淳一             | 2011年12月01日 - 2013年03月27日  | 防大27期               | 第7航空団司令 兼 百里基地司令                          | 統合幕僚監部総務部長                           |
| 20 | 上ノ谷寛             | 2013年03月28日 - 2014年08月04日  | 防大30期               | 統合幕僚監部運用部運用第1課長                          | 南西航空混成団副司令                           |
| 21 | 野中盛               | 2014年08月05日 - 2016年06月030日 | 防大27期               | 第3輸送航空隊司令 兼 美保基地司令                      | 西部航空方面隊副司令官                         |
| 22 | 尾崎義典             | 2016年07月01日 - 2017年12月19日  | 防大32期               | 第5航空団司令 兼 新田原基地司令                        | 統合幕僚監部総務部長                           |
| 23 | 船倉慶太             | 2017年12月20日 - 2020年03月17日  | 和歌山大学・ 81期幹候  | 航空幕僚監部運用支援・情報部 情報課長                  | 情報本部情報官                                 |
| 24 | 佐藤網夫             | 2020年03月18日 - 2021年09月29日  | 防大35期               | 航空開発実験集団司令部幕僚長                           | 統合幕僚監部指揮通信システム部長               |
| 25 | 渡部琢也             | 2021年09月30日 - 2023年12月21日  | 防大35期               | 航空保安管制群司令                                     | 第4航空団司令 兼 松島基地司令                  |
| 26 | 鮫島建一             | 2023年12月22日 -                 | 防大36期               | 防衛監察本部監察官                                     |                                                |